# ألونزو جي
ألونزو جي (بالإنجليزية: Alonzo Gee)‏ مواليد 29 مايو 1987 في ريفييرا بيتش، هو لاعب كرة سلة أمريكي بدأ مسيرته الاحترافية في سنة 2009 يلعب مع فريق نيو أورلينز بيليكانز في الرابطة الوطنية لكرة السلة ويحمل الرقم 15. يبلغ طوله 6 قدم 6 بوصة (2.0 م).

## فرق لعب لها
- واشنطن ويزاردز
- سان أنطونيو سبرز
- كليفلاند كافالييرز
- دنفر ناغتس
- بورتلاند ترايل بلايزرز
- نيو أورلينز بيليكانز

## إحصائيات المسيرة

### الموسم الاعتيادي
| السنة   | الفريق                 | لعب | بدأ | دقيقة | ميداني% | ثلاثية | حرة  | ارتداد | صنع | استلاب | تصدي | نقطة |
| ------- | ---------------------- | --- | --- | ----- | ------- | ------ | ---- | ------ | --- | ------ | ---- | ---- |
| 2009–10 | واشنطن ويزاردز         | 11  | 2   | 16.5  | .475    | .778   | .621 | 3.0    | .6  | .6     | .1   | 7.4  |
| 2010–11 | سان أنطونيو سبرز       | 5   | 0   | 3.6   | .333    | .000   | .000 | .6     | .0  | .0     | .4   | .4   |
| 2010–11 | واشنطن ويزاردز         | 11  | 5   | 11.5  | .444    | .000   | .667 | 2.0    | .5  | .6     | .0   | 2.9  |
| 2010–11 | كليفلاند كافالييرز     | 40  | 29  | 24.3  | .462    | .347   | .800 | 3.9    | .8  | .8     | .4   | 7.4  |
| 2011–12 | كليفلاند كافالييرز     | 63  | 31  | 29.0  | .412    | .321   | .788 | 5.1    | 1.8 | 1.3    | .3   | 10.6 |
| 2012–13 | كليفلاند كافالييرز     | 82  | 82  | 31.0  | .410    | .315   | .795 | 3.9    | 1.6 | 1.3    | .4   | 10.3 |
| 2013–14 | كليفلاند كافالييرز     | 65  | 24  | 15.7  | .415    | .328   | .705 | 2.3    | .7  | .6     | .2   | 4.0  |
| 2014–15 | دنفر ناغتس             | 39  | 0   | 13.1  | .482    | .417   | .738 | 1.8    | .5  | .7     | .2   | 4.9  |
| 2014–15 | بورتلاند ترايل بلايزرز | 15  | 2   | 10.1  | .429    | .273   | .500 | 1.6    | .4  | .5     | .1   | 3.4  |
| المسيرة |                        | 331 | 175 | 22.2  | .425    | .332   | .765 | 3.3    | 1.1 | .9     | .3   | 7.3  |

## روابط خارجية
- ألونزو جي على موقع إن بي أي (الإنجليزية)
- ألونزو جي على موقع سبورتس رفرنس (الإنجليزية)
- ألونزو جي على موقع كرة السلة الأوروبية.كوم (الإنجليزية)
- ألونزو جي على موقع إي إس بي إن.كوم (الإنجليزية)
- ألونزو جي على موقع كلية كرة السلة في سبورتس رفرنس.كوم (الإنجليزية)
- ألونزو جي على موقع ريلجم (الإنجليزية)
- ألونزو جي على موقع بروبوليرز (الإنجليزية)
- ألونزو جي على موقع سبورتس رفرنس (الإنجليزية)
- ألونزو جي على موقع سبورتس رفرنس (الإنجليزية)